# Hersel

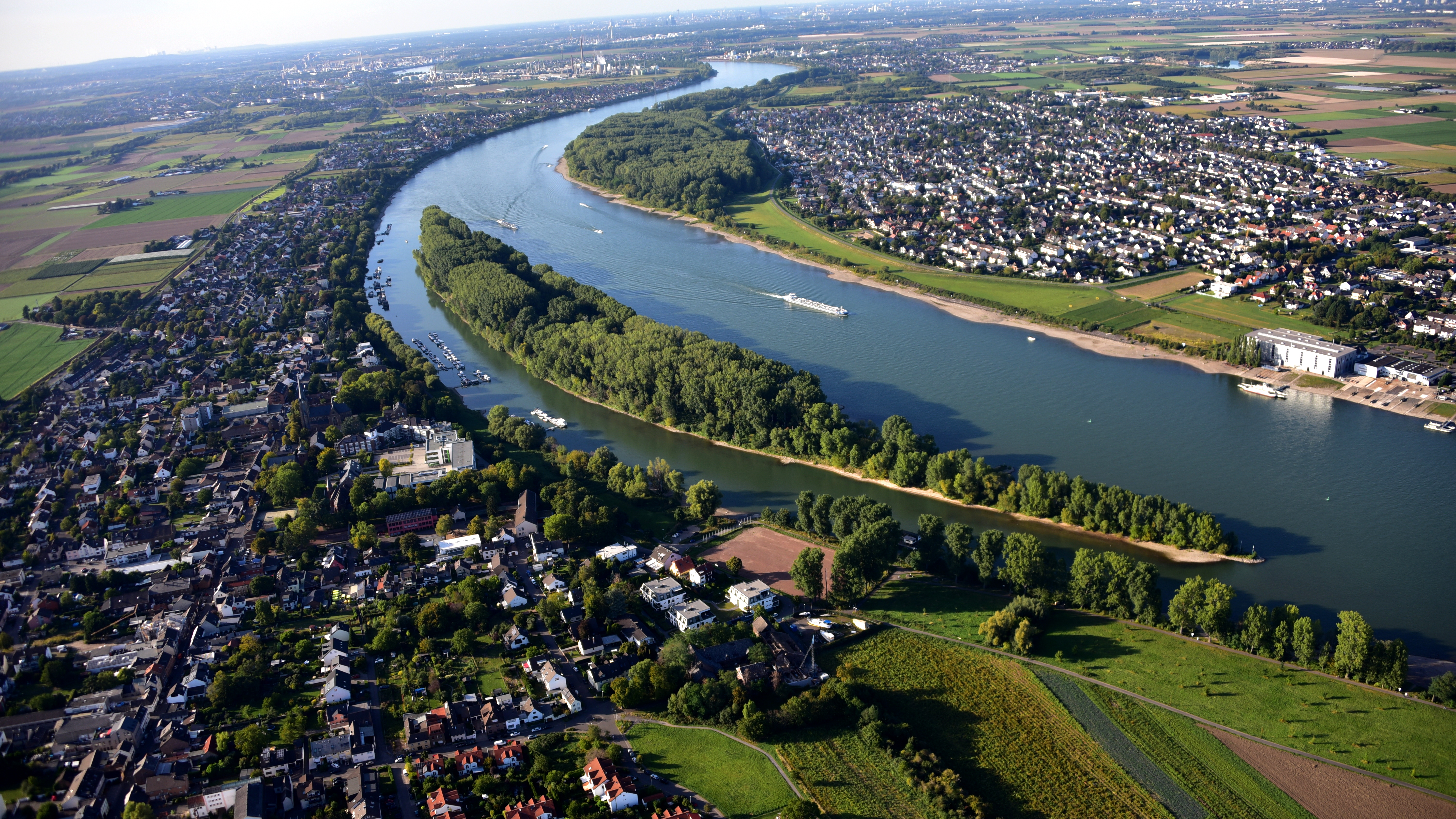
Luftbild auf Hersel, die Herseler Werth und das gegenüberliegende Rheidt

Hersel ist ein Stadtteil von Bornheim im Rhein-Sieg-Kreis in Nordrhein-Westfalen (Deutschland) und liegt zwischen Bonn und Köln direkt am Rhein.

## Geschichte

### Name
Der Ortsname Hersel wurde zum ersten Mal 1136 erwähnt. Das geht aus einer Urkunde (1149) hervor, in der festgehalten wurde, dass 1136 der damalige Kölner Erzbischof Bruno II. von Berg (1131–1137) Bestimmungen erlassen hatte, ein Herseler Oratorium (Anbetungsraum) dem Cassius-Stift in Bonn zu unterstellen.

### Eingemeindung
Am 1. August 1969 wurde Hersel nach Bornheim eingemeindet. Zum gleichen Zeitpunkt wurde das zuvor zum Amt Hersel gehörende Urfeld nach Wesseling eingemeindet.

## Infrastruktur
Hersel ist durch die Bundesautobahn 555 und die Rheinuferbahn mit der Stadtbahnlinie 16 und durch die Buslinien 604 und 818 an die Nachbarstädte angebunden.

## Politik

### Landtagswahl 2005
Im Wahlkreis III des Rhein-Sieg-Kreises gewann Ilka Keller (CDU). Die alte und neue Landtagsabgeordnete setzte sich gegen Werner Albrecht (SPD) durch.

### Kommunalwahlen 2004
26. September 2004: Kommunalwahlen in Nordrhein-Westfalen und damit auch in Bornheim: Hier stellten sich als Bürgermeisterkandidaten Manfred Schier (CDU), Wolfgang Henseler (SPD) und Berthold Rothe (Bündnis 90/Die Grünen) und die Kandidaten von FDP und UWG/Forum auf. Der alte Bürgermeister Wilfried Henseler (CDU) durfte aus Altersgründen nicht mehr antreten. Manfred Schier holte 47,1 Prozent der Stimmen, Wolfgang Henseler 36,7 Prozent und Berthold Rothe die beachtliche Anzahl von 16,2 Prozent. Die Wahlbeteiligung lag bei 55,9 Prozent. Da keiner der Kandidaten die absolute Mehrheit, die bei der Kommunalwahl erreicht werden muss, bekam, gab es Stichwahlen.
10. Oktober 2004: Stichwahl in Bornheim zwischen Manfred Schier (CDU) und Wolfgang Henseler (SPD): Bei dieser Wahl gewann Wolfgang Henseler mit 57 Prozent der Stimmen. Die Wahlbeteiligung lag bei 42,89 Prozent.
Das Ergebnis war historisch für Bornheim. Zum ersten Mal nach dem Krieg wurde das Rathaus nun nicht mehr von der CDU regiert. Nicht nur hier verlor die CDU gegenüber der Kommunalwahl 1999 an Stimmen. Im Stadtrat muss die CDU die Alleinherrschaft nach 58 Jahren abgeben. Die Christdemokraten brachten es auf 44 Prozent der Stimmen. Die SPD kam auf 26,8 Prozent, die UWG/Forum auf 11,6 Prozent, die Grünen auf 11,2 Prozent und die FDP auf 5,7 Prozent der Stimmen.
Bei den Kreistagswahlen gewann für Hersel/Uedorf/Widdig Michael Donix (CDU).
Bei den Ortsvorsteherwahlen kämpften im Süden von Hersel Adolf Hönighausen (CDU) gegen Frank W. Krüger (SPD) und im Norden von Hersel, der Uedorf mit einschließt, Franz Josef Faßbender (CDU) und Wolfgang Schausten (SPD) um die Gunst der Wähler. Frank W. Krüger und Franz Josef Faßbender gewannen. Bei der Ratssitzung am Mittwoch, dem 13. Oktober 2004, setzte sich jedoch Frank W. Krüger mit 24 zu 21 Stimmen gegen den alten Ortsvorsteher Franz Josef Faßbender durch.

### Kommunalwahlen 2009
30. August 2009: Bei der Bürgermeisterwahl wurde Wolfgang Henseler (SPD) mit 63,5 Prozent der Stimmen mit deutlicher Mehrheit in seinem Amt als Bürgermeister der Stadt Bornheim für die kommenden fünf Jahre wiedergewählt. Der bisherige Ortsvorsteher Frank W. Krüger erhielt in seinem Wahlkreis im Süden von Hersel mit über 40 Prozent der Stimmen ein Direktmandat für den Stadtrat. In dem neu eingerichteten Wahlkreis Hersel-Mitte wurde Michael Paulsen (CDU) als neues Mitglied in den Stadtrat gewählt.

### Kommunalwahlen 2014
25. Mai 2014: Bei der Bürgermeisterwahl wurde Wolfgang Henseler (SPD) in seinem Amt als Bürgermeister der Stadt Bornheim für die kommenden fünf Jahre wiedergewählt. Der bisherige Ortsvorsteher Frank W. Krüger erhielt in seinem Wahlkreis im Süden von Hersel 37,50 % der Wählerstimmen und erlangte das Direktmandat. Der Vorsprung auf seinen Gegenkandidaten von der CDU, Stefan Großmann, betrug lediglich 29 Stimmen. Als Ortsvorsteher wurde Frank W. Krüger abgewählt. Neuer Ortsvorsteher von Hersel wurde Franz-Josef Faßbender (CDU). Im Wahlkreis Hersel-Mitte wurde der CDU Ortsverbandsvorsitzende der Rheinorte Hersel-Uedorf-Widdig Rüdiger Prinz (CDU) als neues Mitglied in den Stadtrat gewählt. Von allen Neulingen im Bornheimer Stadtrat erhielt Rüdiger Prinz mit 46,74 % das höchste Ergebnis.

### Kommunalwahlen 2020
13. September 2020: Bei der Bürgermeisterwahl setzte sich der Kandidat des Bündnisses aus SPD, Grünen, UWG und Linkspartei Christoph Becker (Parteilos) gegen die von CDU und FDP aufgestellte Kandidatin Petra Heller (CDU) durch. In Hersel selbst holte Petra Heller mit 45,25 % einen Prozentpunkt mehr als Christoph Becker.
Das Direktmandat im südlichen Wahlkreis 210 von Hersel errang mit 34,98 % der Wählerstimmen Thomas Meyer (CDU). Der Vorsprung auf seinen Gegenkandidaten von der SPD, betrug lediglich 11 Stimmen. Im Wahlkreis 220 Hersel-Mitte/Roisdorf wurde der stellvertretende CDU Ortsverbandsvorsitzende der Rheinorte Hersel-Uedorf-Widdig Rüdiger Prinz (CDU) mit 50,72 % der Wählerstimmen als Stadtrat wiedergewählt. Von allen Parteimitgliedern im Bornheimer Stadtrat erhielt Rüdiger Prinz mit 50,72 % das höchste Ergebnis.
Lediglich der parteilose Uedorfer Ortsvorsteher Bernd Marx, der jedoch für die CDU antrat, erzielte im Wahlbezirk 200 Uedorf/Hersel mit 52,63 % ein besseres Ergebnis.
Franz-Josef Faßbender (CDU) trat nicht mehr als Ortsvorsteher an.
Neuer Ortsvorsteher von Hersel ist Toni Breuer (CDU).

## Bauwerke, Öffentliche Einrichtungen und Kirchen

### Katholische Kirchengemeinde St.Aegidius

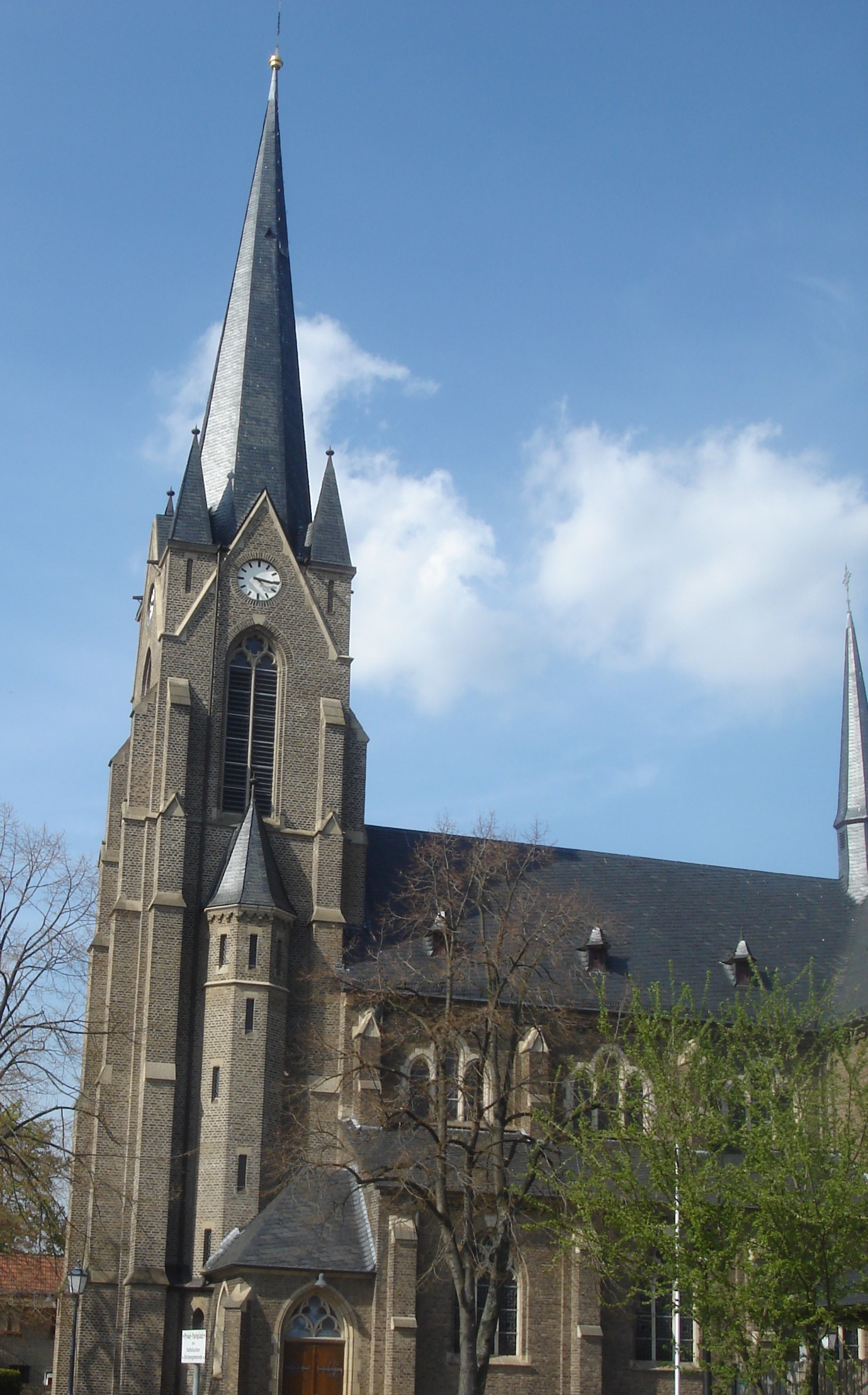
St.-Aegidius-Kirche

Die katholische Kirchengemeinde Hersel wurde im Jahre 1149 gegründet. Nach einigen Zerstörungen der Kirche wurde 1744 eine neue Kirche gebaut: Der heutige Aegidiussaal (Hallenkirche, Ziegelstein-Barock, Zwiebelturm). Seit 2006 ist der Aegidiussaal, der bis 2005 als Pfarrsaal der Gemeinde diente, der erzbischöflichen Ursulinenschule übereignet worden. Als im 19. Jahrhundert die von Clemens August geförderte Kirche zu klein für die wachsende Gemeinde wurde, wurde 1899 eine größere neugotische Kirche gebaut, die 1901 eingeweiht wurde. Diese Kirche ist bis heute die Pfarrkirche der Gemeinde.
Die Pfarrgemeinde gehört zum Pfarrverband „An Rhein und Vorgebirge“ und zählt 2924 Gemeindemitglieder. Pfarrer war 35 Jahre lang, bis 2013, Msgr. Anno Burghof. Nach ihm ist in Hersel eine Straße benannt.

### Evangelische Kirchengemeinde Hersel
Zur evangelischen Kirchengemeinde Hersel gehören neben Hersel unter anderem die Orte Widdig, Uedorf, Sechtem und Bonn-Buschdorf. Innerhalb der Evangelischen Kirche im Rheinland gehört sie zum Evangelischen Kirchenkreis Bonn. Die Gottesdienste finden in der Dreieinigkeitskirche in Hersel (Baujahr 1961), dem evangelischen Gemeindezentrum ARCHE in Sechtem und in der Aegidienkapelle von Buschdorf (Baujahr 1869) statt.

### Schulen

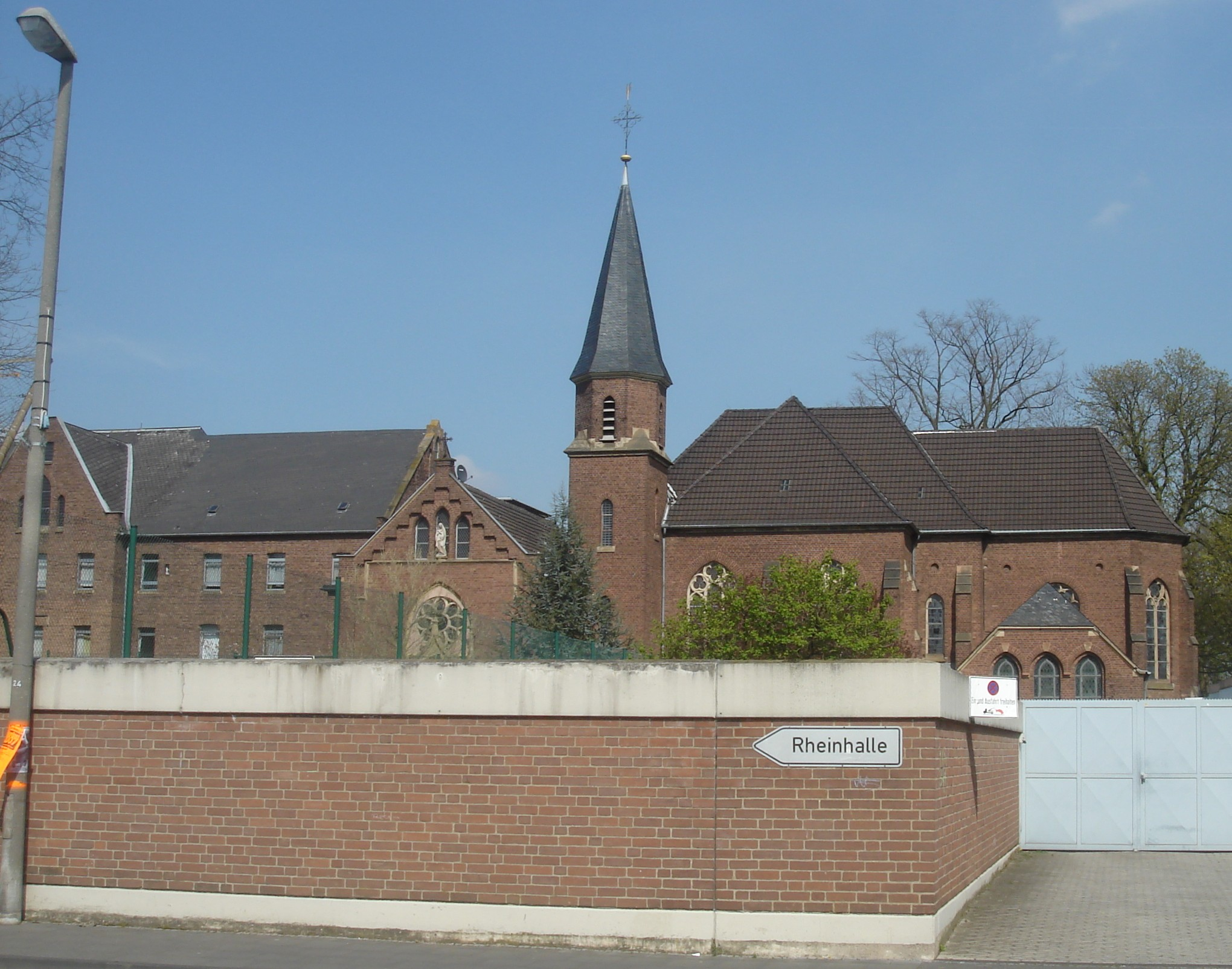
Ursulinenkloster / -schule

- Ursulinenschule
Die Ursulinenschule Hersel ist eine Mädchenschule (Gymnasium und Realschule) in der Trägerschaft des Erzbistums Köln mit Übermittagsbetreuung. Bis 2001 gehörte sie dem Ursulinenorden. Die Schule wurde 1852 gegründet. Nach einigen Schließungen und Exilen wurde 1963 die Realschule eröffnet. Kurz darauf, von 1965 bis 1968, wurde die Schule umgebaut. In der Ursulinenschule werden heute über 1.200 Schülerinnen unterrichtet; sie kooperiert in der gymnasialen Oberstufe und in der Realschule in den Klassen 11 (Q1) und 12 (Q2) mit dem Collegium Josephinum Bonn.

- Herseler-Werth-Schule
Die Herseler-Werth-Schule ist eine Grundschule, die 1953 erbaut wurde. Die Schule nannte sich früher „Gemeinschaftsgrundschule Hersel“. Bemerkenswert sind die Fresken von Peter Hecker in der Eingangshalle.

### Sonstiges
- Jüdischer Friedhof (Hersel)

## Verkehr

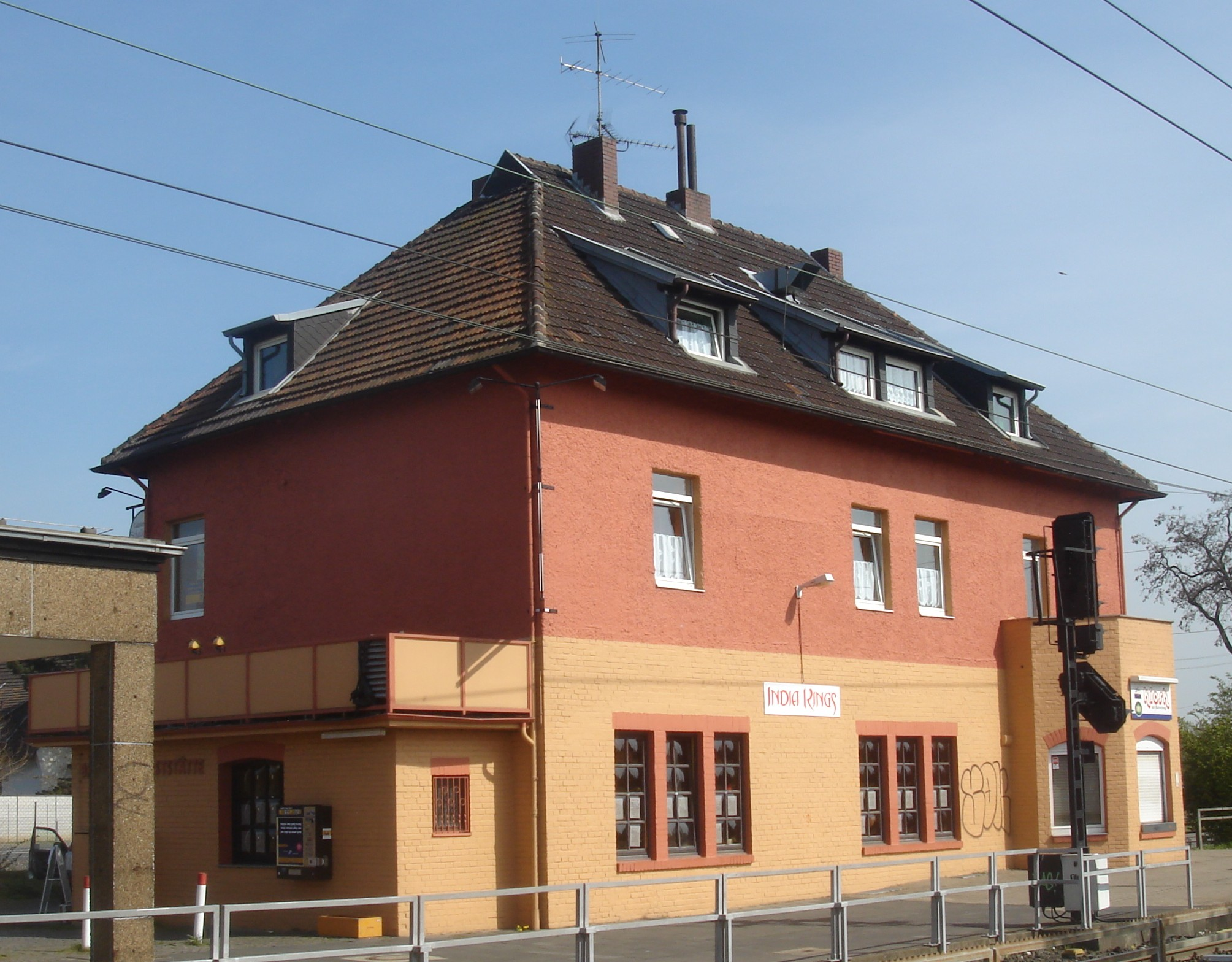
Ehemaliges Empfangsgebäude des Bahnhofs Bornheim-Hersel

- Der Bahnhof Hersel liegt an der Rheinuferbahn. Dort verkehrt die KVB-Linie 16 von Köln nach Bonn über Wesseling und Bornheim den Rhein entlang.
- Die Buslinien 604 und 818 verkehren zwischen Bonn-Ückesdorf und Hersel bzw. zwischen Bornheim-Sechtem und Hersel. Ab Fahrplanwechsel 2015 fuhr noch die Linie 817 zwischen Hersel-Bahnhof und Rheinbach. Seit Fahrplanwechsel 2020 fährt die Linie zwischen Rheinbach und Posener Weg, in (Neu) Tannenbusch.

## Natur

### Herseler Werth

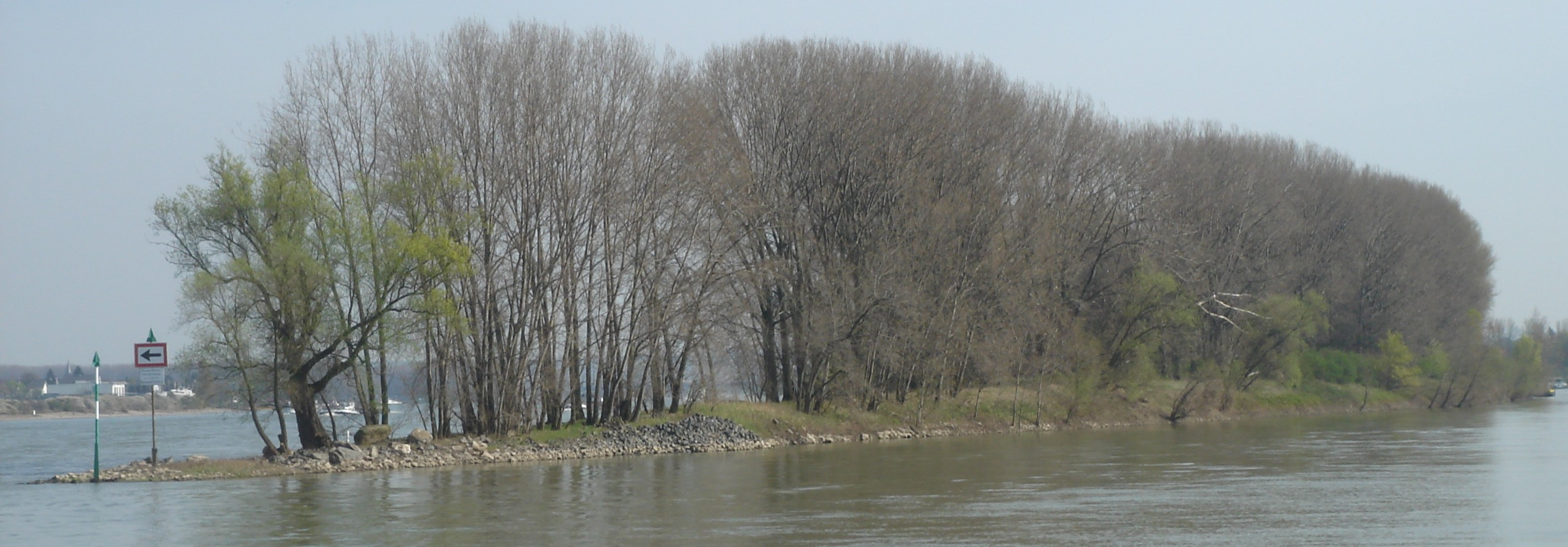
Rheininsel Herseler Werth

Die Rheininsel Herseler Werth liegt zwischen Bonn und Köln an der Ortschaft Bornheim-Hersel (Rheinkilometer 660,80 L) und ist ein Naturschutzgebiet. Sie ist 1678,5 m lang und hat eine Fläche von 14,8 Hektar. Seit Dezember 1993 darf das Werth nicht mehr betreten werden und ist somit die letzte nicht frei zugängliche Rheininsel in Nordrhein-Westfalen. Zwischen 1202 und 1237 gab es einen großen Wassereinbruch des Rheins nach Westen. Dabei wurden wohl Teile von Hersel und der alten Römerstraße zwischen Bonn und Köln weggeschwemmt und die Rheininsel entstand.
Die Insel ist durchgehend von Pappeln bestanden, die nach dem Zweiten Weltkrieg von Menschenhand gesetzt wurden. Nachdem das Herseler Werth seit Ende 1993 nicht mehr betreten werden darf, wachsen dort Pflanzen und leben Tiere, die vom Aussterben bedroht und zum Teil in die sogenannte Rote Liste der gefährdeten Arten der Bundesrepublik Deutschland aufgenommen sind.

### Kiesgruben und Mülldeponie

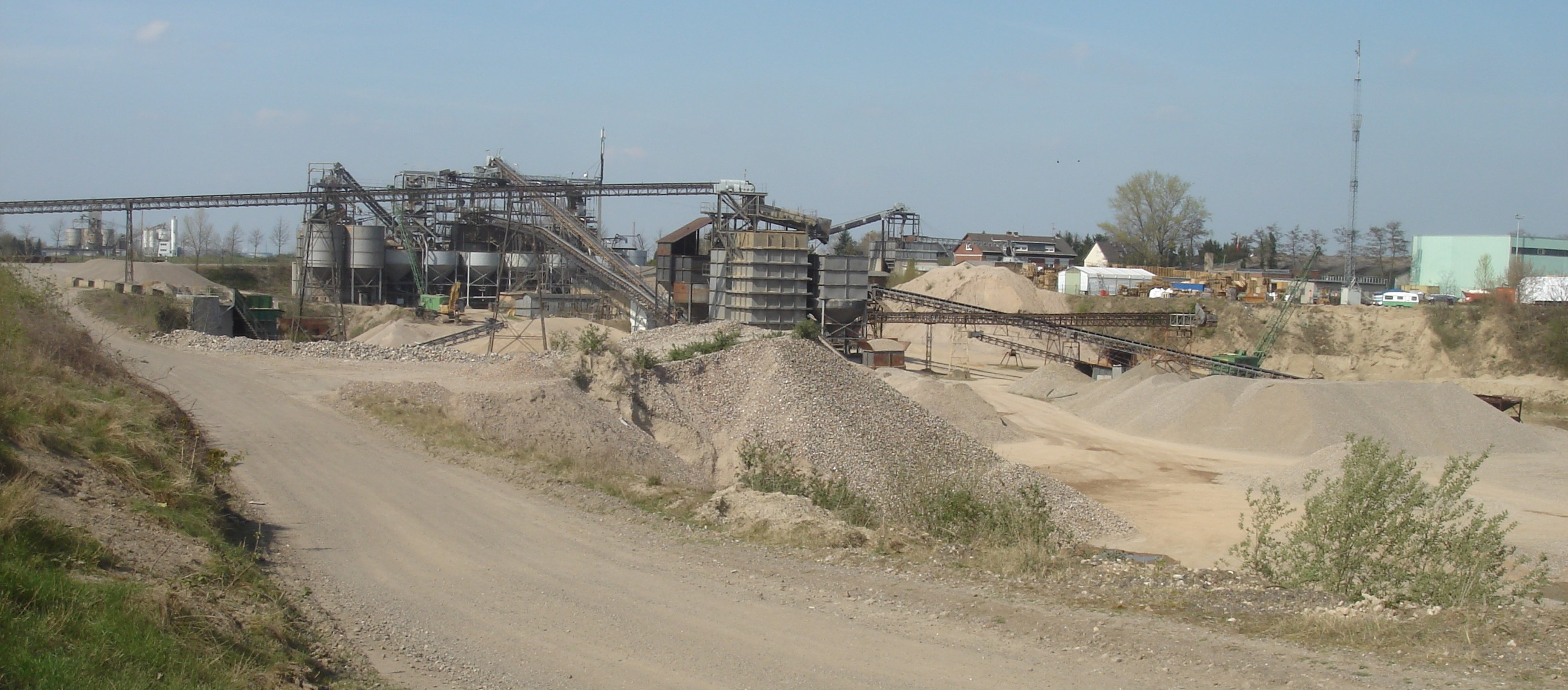
Kiesgrube Horn

Früher wurde der Kies direkt aus dem Rhein geholt. So gab es auch eine kleine Kiesgrube am Rhein. Erst in den letzten Jahrzehnten entstanden die groß angelegten Kiesgruben in den Feldern. Die größten Kieswerke gehören der Familie Horn und der Familie Hünten.
Nach der Ausbeutung mancher Kiesgruben wurden diese von der Stadt Bonn als Mülldeponie genutzt. Doch nach Protesten einiger Bürger und dem Bau der Müllverbrennungsanlage in Bonn wurden diese Mülldeponien zwischen den Bornheimer Stadtteilen Hersel und Roisdorf vor einigen Jahren mit Erde bedeckt. 2011 liefen Maßnahmen zur Oberflächenabdeckung.

## Historische Gebäude

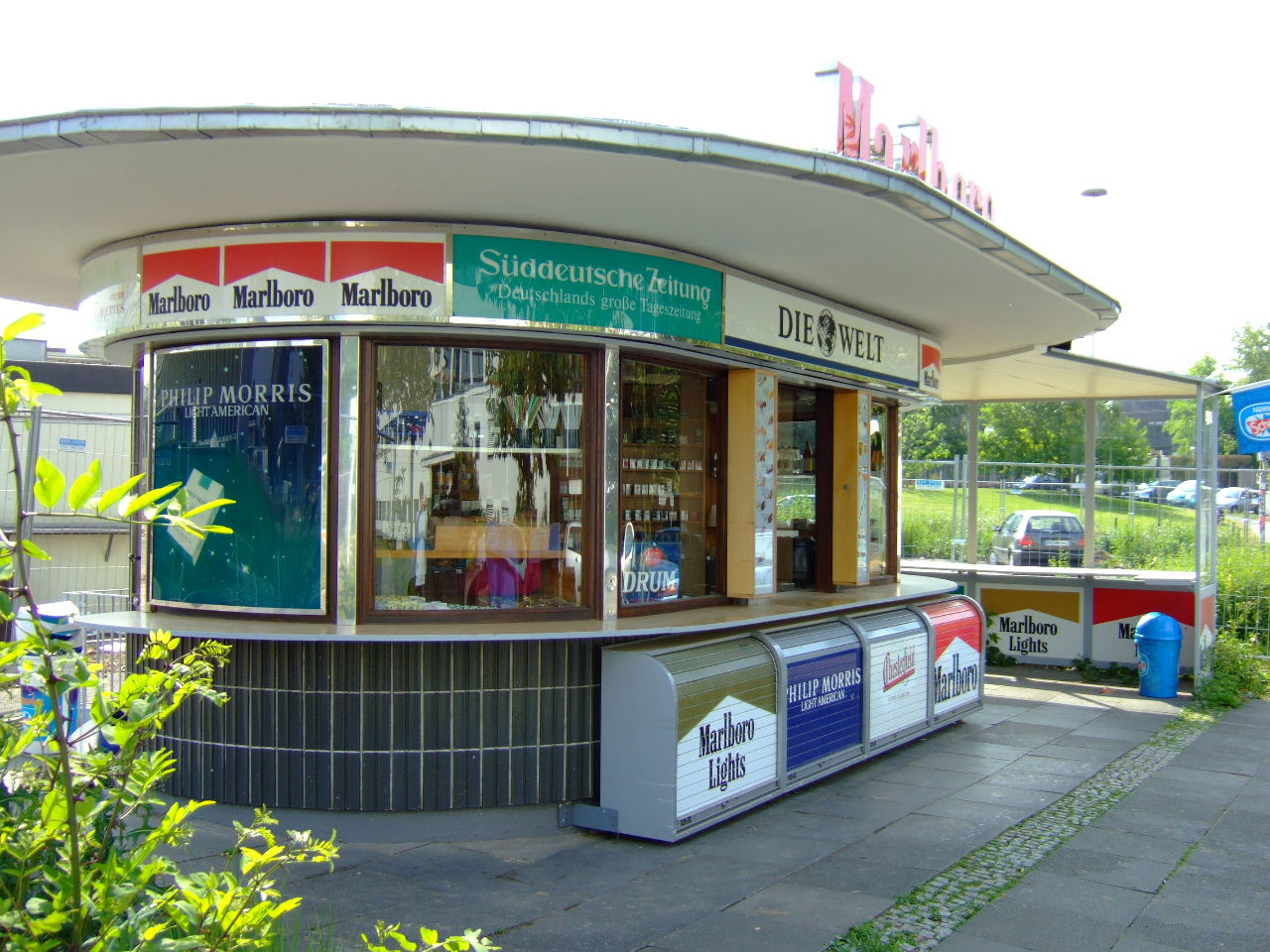
Das denkmalgeschützte „Bundesbüdchen“ vor seiner Verlegung (Juni 2006); bis zum Wiederaufbau wurde es in Bornheim-Hersel zwischengelagert.

### Teehäuschen
In Hersel wird das Teehäuschen oft Weinhäuschen genannt, doch dieser Name ist falsch. Der heute rosa angestrichene Pavillon an der Kreuzung Rheinstraße/Richard-Piel-Straße diente vor dem Krieg als Teehäuschen und gehörte zum Besitz des Gutes Marienhof. In Hersel und Uedorf soll es früher einmal insgesamt vier solcher Teehäuschen gegeben haben.

### Ehemalige Germania-Brauerei
Die Germania-Brauerei Hersel wurde am 10. Oktober 1864 gegründet und 126 Jahre später, am 1. Oktober 1990, geschlossen. Bevor das passierte, schloss sie sich 1922 mit der Rhein-Sieg-Brauerei in Wissen/Sieg zusammen. Heute sind in dem umgebauten Brauereigelände Wohnungen untergebracht.

### Residenz der Ständigen Vertretung der DDR
Die Residenz des Leiters der Ständigen Vertretung der DDR (1974–1990) befand sich der Rheinstraße 232 in Hersel. Die in den 1960er-Jahren errichtete Villa wurde, nachdem sie zwischenzeitlich noch als Residenz der Botschaft der Philippinen diente, 2000 abgerissen.

### Eingelagerter Bonner Kiosk
Das seit 2002 denkmalgeschützte Bundesbüdchen, das vor dem Bonner Bundeshaus stand, ist verlegt worden. Er besteht seit 1957 und war aufgrund seiner Nutzung durch viele Parlamentarier bis zum Umzug des Bundestages nach Berlin einer der berühmtesten in Deutschland. Am 11. Oktober 2006 wurde der Kiosk entfernt und in Bornheim-Hersel bis zum Wiederaufbau im Mai 2020 zwischengelagert.
Chronogramme

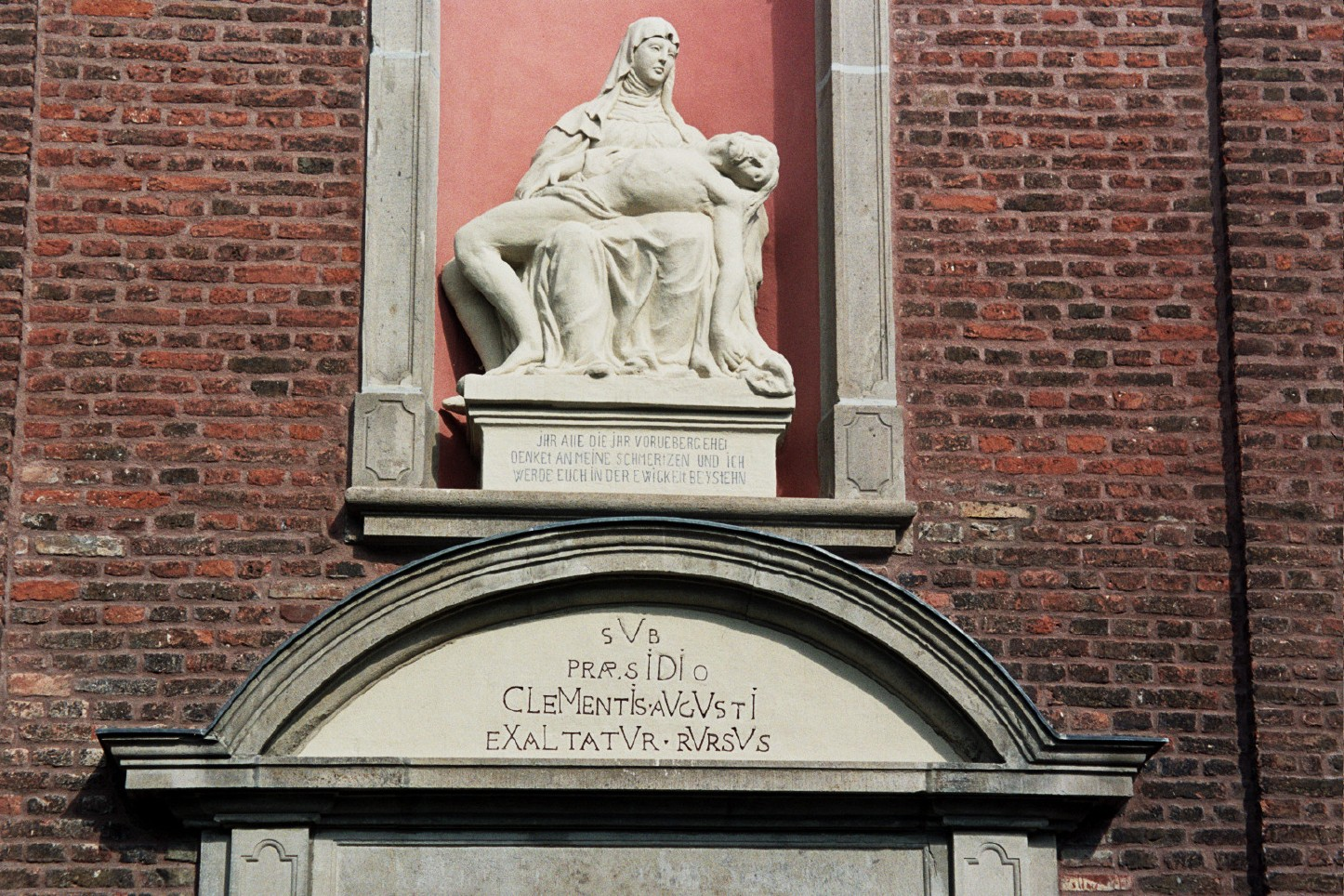
Die großen Buchstaben der lateinischen Inschrift ergeben als arabische Zahl 1744
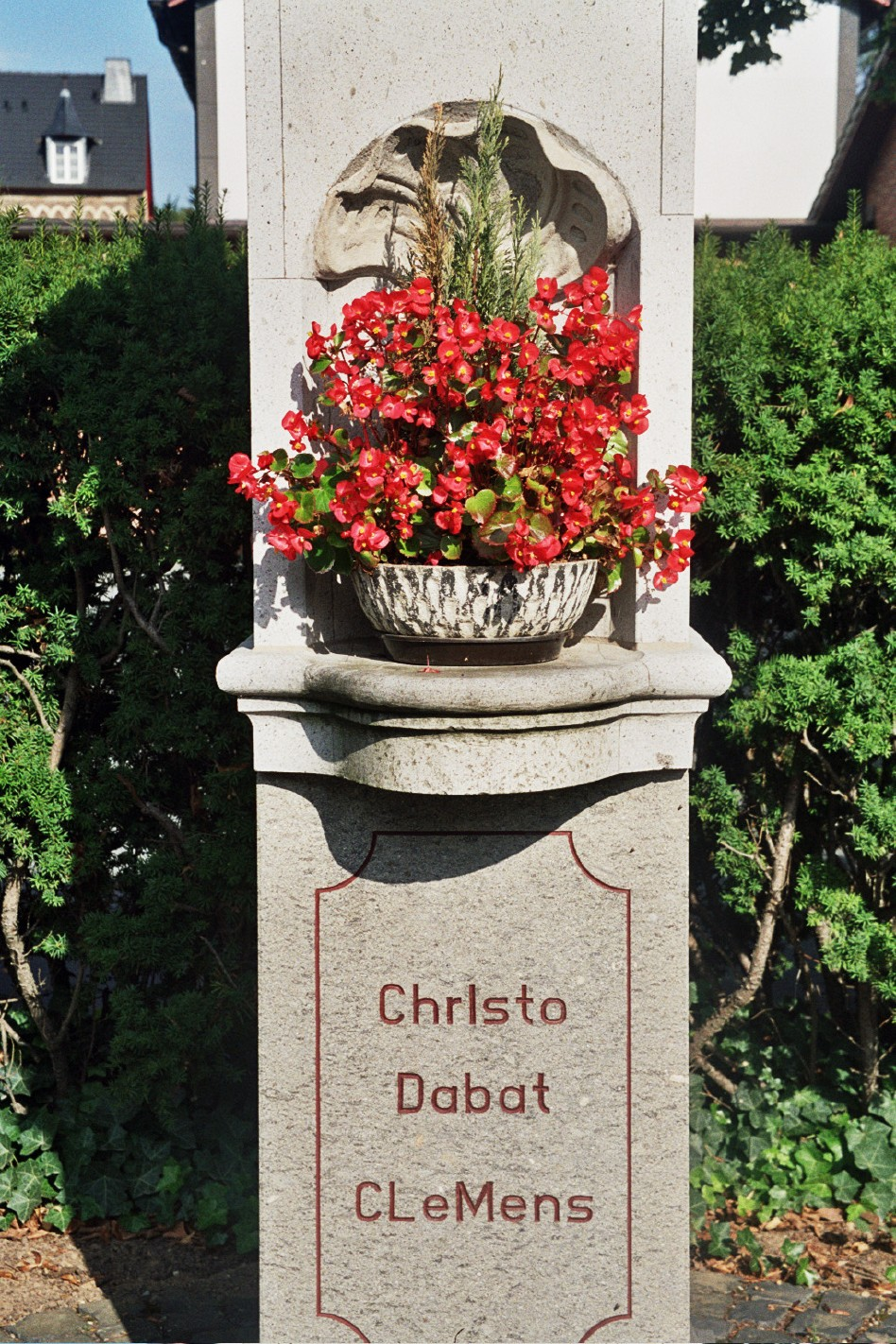
1751

## Persönlichkeiten
- Hubert Giertz (1884–1966), Priester und Offizial im Erzbistum Köln: ab 1941 Klosterkommissar der Ursulinen in Hersel
- Maria Reese (1889–1958), Schriftstellerin, Journalistin und Reichstagsabgeordnete in Berlin: Schulbesuch in Hersel
- Rita Maiburg (1952–1977), Pilotin und der erste weibliche Linienflugkapitän der Welt: Schulbesuch in Hersel
- Günter Winands (* 1956), ehem. Staatssekretär im Ministerium für Schule und Weiterbildung des Landes Nordrhein-Westfalen
- Michael Müller (* 1958), TV-Komiker, lebt in Hersel
- Bernd Stelter (* 1961), Karnevalist des Kölner Karneval, Fernseh-Comedian, -Moderator und Schriftsteller, lebt in Hersel
- Johannes B. Kerner (* 1964), Sportmoderator, lebte als Kind in Hersel
- Célia Šašić (* 1988), Fußballnationalspielerin
- Nina Schiffer (* 1991), Schwimmerin: Schulbesuch in Hersel
- Strunz un Büggel, im Rheinland sehr bekanntes Herseler Karnevalisten Duo